# Viktor Åström

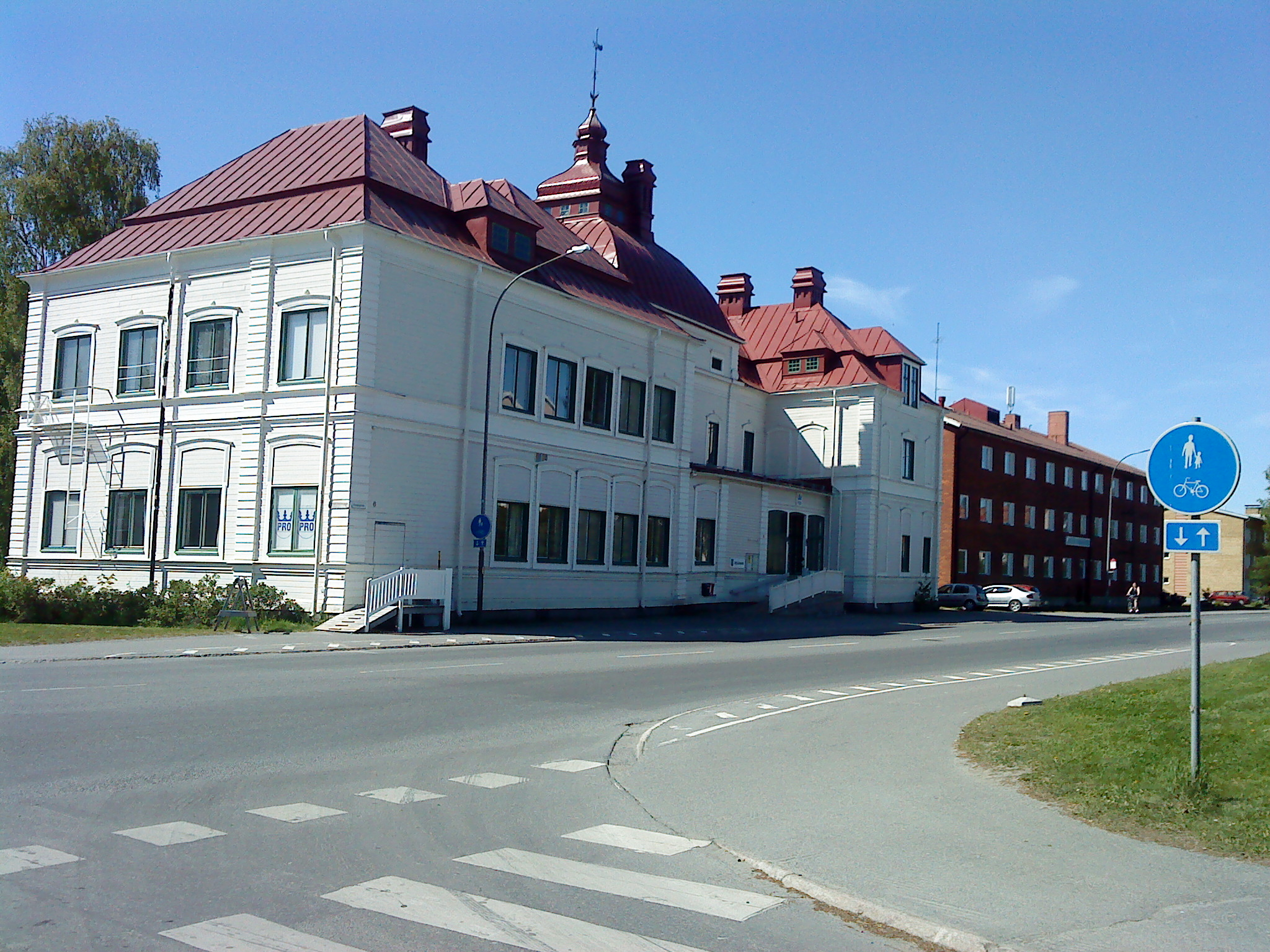
Småskoleseminarium (Gamla seminariet), Skellefteå, 1902–1907.

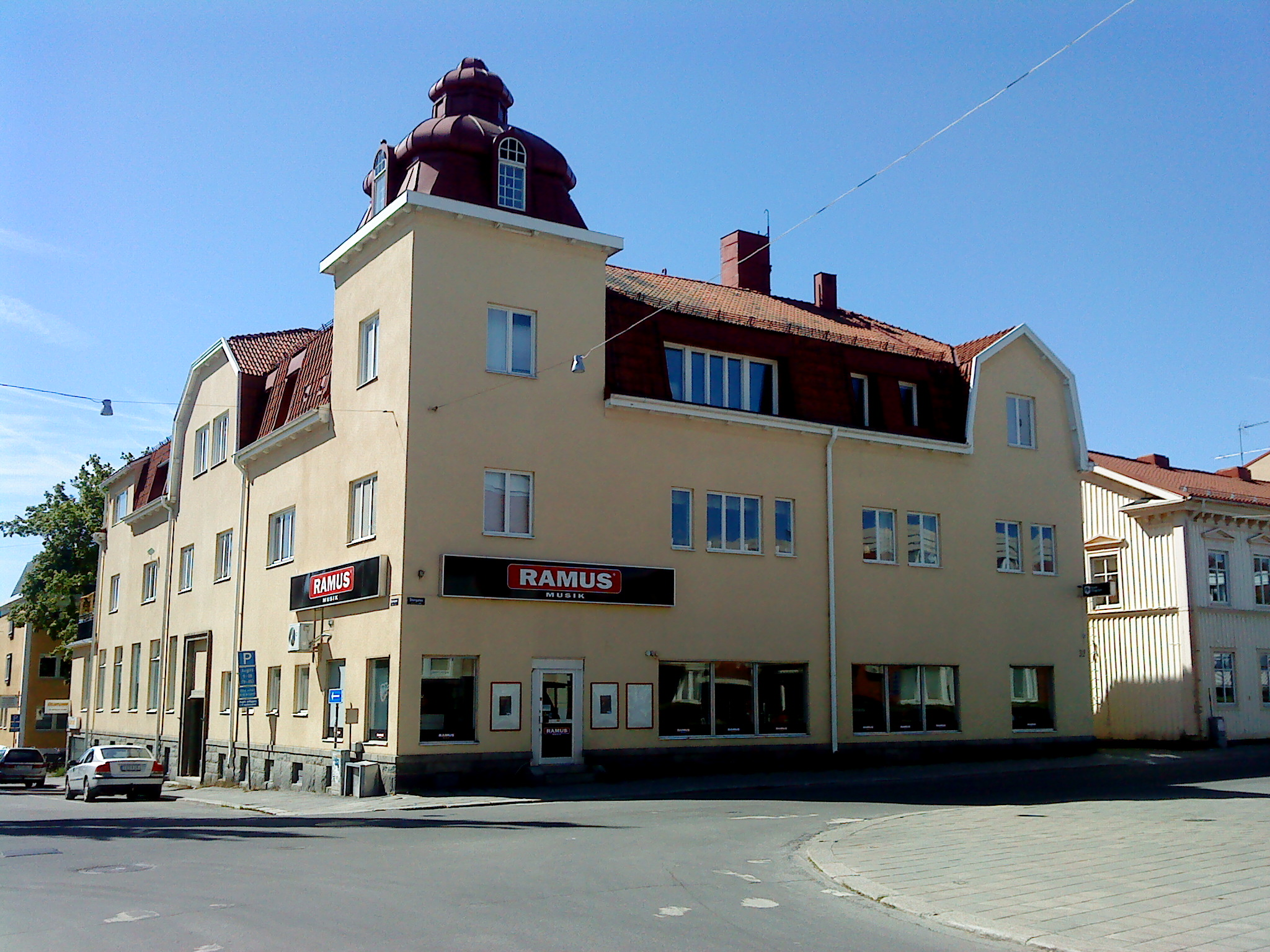
Skellefteå sparbank (idag Musikanten), 1912–1914.

Gustaf Viktor Åström, född 30 april 1863 i Skellefteå, död 13 december 1927 i Piteå, var en svensk arkitekt. Åström ritade bland annat många hotell och skolor i anglosaxisk stil, jugend och klassicistisk stil i övre Norrland och betydde mycket för stadsbilden i Piteå, Umeå och Skellefteå.
Åström växte upp i Sävenäs i Skellefteå som fjärde barnet till sågverksarbetaren Nils Johan Åström och bonddottern Brita Carolina Larsdotter. Fadern avancerade först till klampare och sedermera till faktor. Kanske var det därför sonen Viktor 1875 kunde börja vid Skellefteå lägre elementarläroverk i dåvarande stadshuset. Som 15-åring flyttade han till Umeå och högre allmänna läroverket. Genom en klasskamrat träffade han sin blivande hustru, Alma Theodora Törnsten (född 1860). Våren 1882 avlade han studentexamen och började på Tekniska Högskolan i Stockholm och dess arkitektutbildning. Han gick inte den ordinarie utbildningen, som var dyrare, utan skrevs in som extra elev 1884. Han var studiekamrat med bland andra Erik Lallerstedt, Ragnar Östberg och Carl Westman.
Fredrik Olaus Lindström, som var stadsarkitekt i Umeå, hade gott om arbete efter Stadsbranden i Umeå 1888 och tog emot praktikanter söderifrån, troligen även Viktor Åström. Åströms tidigaste kända egna verk i Umeå är Elementarläroverket för flickor från 1891. Åström blev populär hos umeborgarna och ritade ett flertal villor - en del i amerikansk spånbyggnadsstil, andra med inslag av jugend. Av Viktor Åströms hus i Umeå finns idag bara Stora hotellet och kapten Huss villa på Västra Norrlandsgatan kvar. År 1901 flyttade Viktor och Alma Åström till Piteå och han fortsatte sin verksamhet. Dessutom hade han en rad andra uppdrag bland annat som stadsingenjör, ledamot av byggnadsnämnden och stadsfullmäktige, föreståndare för Piteå Tekniska aftonskola, teckningslärare, vd i Piteå Tryckeri AB och redaktör för Norrbottens Allehanda.

## Verk i urval
- Umeå elementarläroverk för flickor, Umeå 1891
- Stora hotellet, Umeå 1893
- Folkskolan i Skellefteå (kv Oden), Skellefteå 1900
- Kyrkoherdebostaden i Piteå, 1900–1903
- Åkerblomska huset (kv Thor), Umeå 1902
- Polis- och brandstation (kv Hjorten), Skellefteå 1902–1904
- Småskoleseminarium (Gamla seminariet), Skellefteå 1902–1907
- Isbod för lasarettet, Piteå 1908
- Piteå stadshotell, Piteå 1910–1912
- Skellefteå sparbank (idag Ramus musik), 1912–1914
- Gravkapellet på Sunnanå kyrkogård, Skellefteå 1915[4]
- Strömbacka herrgård, Piteå 1917
- Grahnska handelsgården, Umeå
- Lysoljebolagets hus, Umeå
- Stadshäktet, Piteå 1920–1922